# Kanton Caen-8
Der Kanton Caen-8 war von 1982 bis 2015 ein französischer Wahlkreis im Département Calvados und in der damaligen Region Basse-Normandie. Er umfasste zwei Gemeinden und einen Gemeindeteil im Arrondissement Caen; sein Hauptort (frz.: chef-lieu) war Caen. Die landesweiten Änderungen in der Zusammensetzung der Kantone brachten im März 2015 seine Auflösung. Vertreter im Generalrat des Départements war zuletzt seit 2008 Éric Vève (PS). 

## Gemeinden
Der Kanton bestand aus zwei Gemeinden und einem Teil von Caen (angegeben ist hier die Gesamteinwohnerzahl, im Kanton lebten etwa 12.400 Einwohner von Caen):
| Gemeinde        | Einwohner Jahr | Fläche km² | Bevölkerungsdichte | Code INSEE | Postleitzahl |
| --------------- | -------------- | ---------- | ------------------ | ---------- | ------------ |
| Caen            | 107.229 (2013) | –          | – Einw./km²        | 14118      | 14000        |
| Fleury-sur-Orne | 4.422 (2013)   | 6,75       | 655 Einw./km²      | 14271      | 14123        |
| Louvigny        | 2.766 (2013)   | 5,64       | 490 Einw./km²      | 14383      | 14111        |